# Relações entre Albânia e Kosovo
As relações entre Albânia e Kosovo (em albanês:  Marrëdhëniet Shqiptaro-Kosovare) referem-se às relações atuais, culturais e históricas entre as duas nações.  A Albânia tem uma embaixada em Pristina e Kosovo possui uma embaixada em Tirana. Atualmente, há cerca 1,8 milhão de albaneses vivendo em Kosovo - oficialmente, 92,93% de toda a população da nação - sendo que a língua albanesa é considerada como língua oficial e nacional de Kosovo. Da mesma forma, os povos dos dois países compartilham costumes e tradições em comuns.
Como membro de pleno direito da Organização do Tratado do Atlântico Norte (OTAN), a Albânia apoia Kosovo em sua candidatura para ingressão na OTAN. 

## História

### Antecedentes
Em 22 de outubro de 1991, a Albânia foi o único país cujo parlamento votou favoravelmente para reconhecer a República de Kosova, que havia sido proclamada independente naquele ano. O apoio oficial limitou-se à declaração. Em 1994, quando o conflito na Bósnia se agravou, a Albânia deu um passo atrás ao reconhecer as fronteiras da Iugoslávia, que incluíam Kosovo.

### Independência

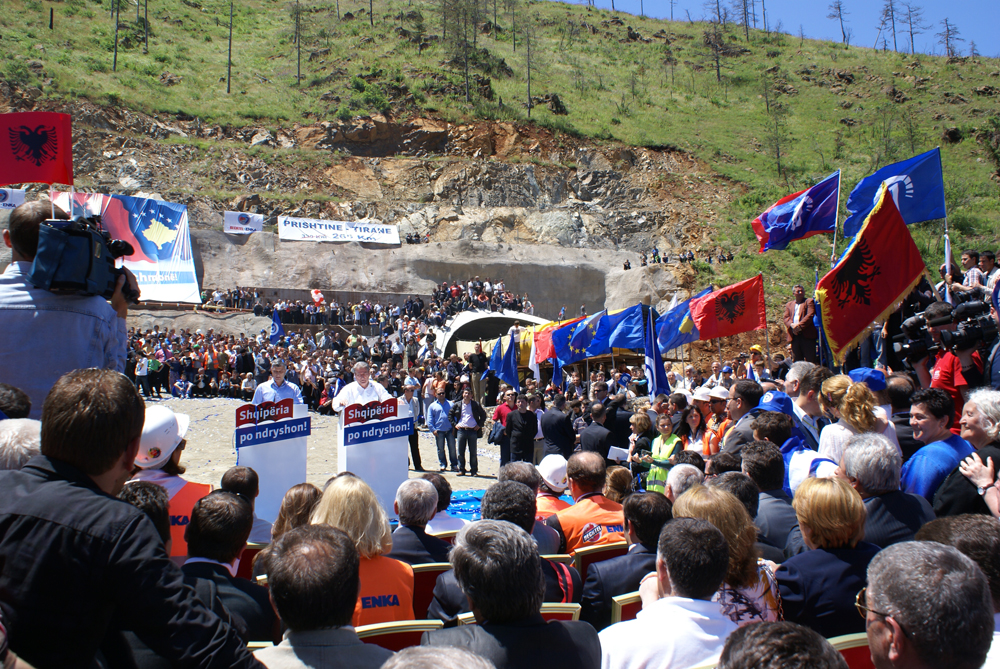
Os primeiros-ministros Hashim Thaçi do Kosovo e Sali Berisha da Albânia na abertura do túnel Kalimash.

Quando Kosovo declarou sua independência da Sérvia em 17 de fevereiro de 2008, a Albânia se tornou um dos primeiros países a anunciar oficialmente seu reconhecimento da República de Kosovo. Relações diplomáticas foram estabelecidas no dia seguinte.
Sobre as relações entre Albânia e Kosovo, em 18 de agosto de 2009, o primeiro-ministro albanês, Sali Berisha, ficou marcado como autor da frase: "Não deve haver barreiras alfandegária entre os dois países. Não devemos de forma alguma permitir que a Albânia e o Kosovo se vejam como países estrangeiros”. Tal comentário causou indignação à Sérvia.
O Ministério dos Negócios Estrangeiros da Albânia, numa nota de esclarecimento à Sérvia, afirmou: "Nosso país considera o Estado independente do Kosovo como um fator de paz e estabilidade para a região dos Balcãs, enquanto a sua independência é considerada um passo claro ao serviço do povo, da estabilidade e da perspectiva da Europa sobre a região". Os albaneses ainda expuseram que sua política externa "Assenta em objetivos comuns de integração euro-atlântica do país, da República do Kosovo e de toda a região".

#### Terremoto na Albânia em 2019
Em 26 de novembro de 2019, um terremoto atingiu a Albânia. Cerca 500.000 euros foram enviados pelo governo de Kosovo e mais de 3.500.000 euros foram arrecadados pela população kosovar. Também foram enviados 110 operadores especializados da polícia kosovar, bem como 40 membros das Unidades de Busca e Resgate Urbano da Força de Segurança do Kosovo. O presidente Hashim Thaçi fez parte de uma delegação presidencial que visitou o epicentro do terremoto e formalizou suas condolências à Albânia em nome de Kosovo. Nos dias seguintes, o primeiro-ministro de Kosovo, Ramush Haradinaj, e seu possível sucessor, Albin Kurti, visitaram a cidade albanesa de Durrës para avaliar os danos e expressar o compromisso de Kosovo com os esforços de socorros e a necessidade de cooperação institucional entre os dois países. Cidadãos da Albânia que ficaram desabrigados após o desastre foram realocadas para Kosovo, num campo de ajuda social da cidade de Prizren, que foi estabelecido pelo governo kosovar.
A população albanesa residente em Kosovo reagiu a tragédia com sentimentos e solidariedades por meio de iniciativas de arrecadação de fundos e doações de dinheiro, alimentos, roupas e abrigos. Voluntários de ajuda humanitária se deslocaram de Kosovo para Albânia em caminhões, ônibus e centenas de carros, para ajudar os atingidos. Enquanto isso, muitos albaneses de Kosovo abriram suas casas para as pessoas desabrigadas pelo terremoto.

## Relações internacionais

### Cultura e Educação
Em outubro de 2011, foi feito um acordo entre o Ministério da Cultura de Kosovo e o da Albânia, sobre o uso comum de embaixadas e serviços consulares. Em maio do ano seguinte, uma cartilha comum para o ano acadêmico de estudantes foi aprovado por ambos os governos.

### Economia
Em 2008, indústrias albanesas formularam um projeto para a criação de um mercado comum albanês, no qual, Kosovo acabaria sendo incluído em pacto governamental mútuo em 2011.
Tal acordo foi extremamente elogiado pelo presidente kosovar, Behgjet Pacolli, em alguns de seus discursos na Albânia. Ele afirmou que a união econômica aumentaria a competição com a UE. As ideias de Pacolli foram endossadas pelo movimento albanês do Partido pela Justiça, Integração e Unidade (PDIU).